# تفجير حافلة لوان
وقع قصف حافلة لوزان في 1 مايو 1999 أثناء قصف الناتو ليوغوسلافيا، عندما استهدفت صواريخ الناتو جسرًا في كوسوفو[a] اصطدمت بحافلة. وأصيبت الحافلة في لوان شمال بريشتينا. وقتل في ذلك اليوم 46 مدنيا من أصل صربي وألباني. وكان من بين الضحايا 14 طفلا. سقط قسم واحد من الجسر في النهر أدناه. تعتقد منظمة العفو الدولية أن الناتو لم يف دائمًا بالتزاماته القانونية في اختيار أهداف للهجوم، ومن بينها قصف هذا الجسر في لوان، حيث أخفقت قوات الناتو في تعليق الهجوم بعد أن تبين أنها ضربت المدنيين. كانت الحافلة (نيش اكسبريس) في خدمة سريعة منتظمة تربط بريشتينا ونيش.